# Sarandí do Yí

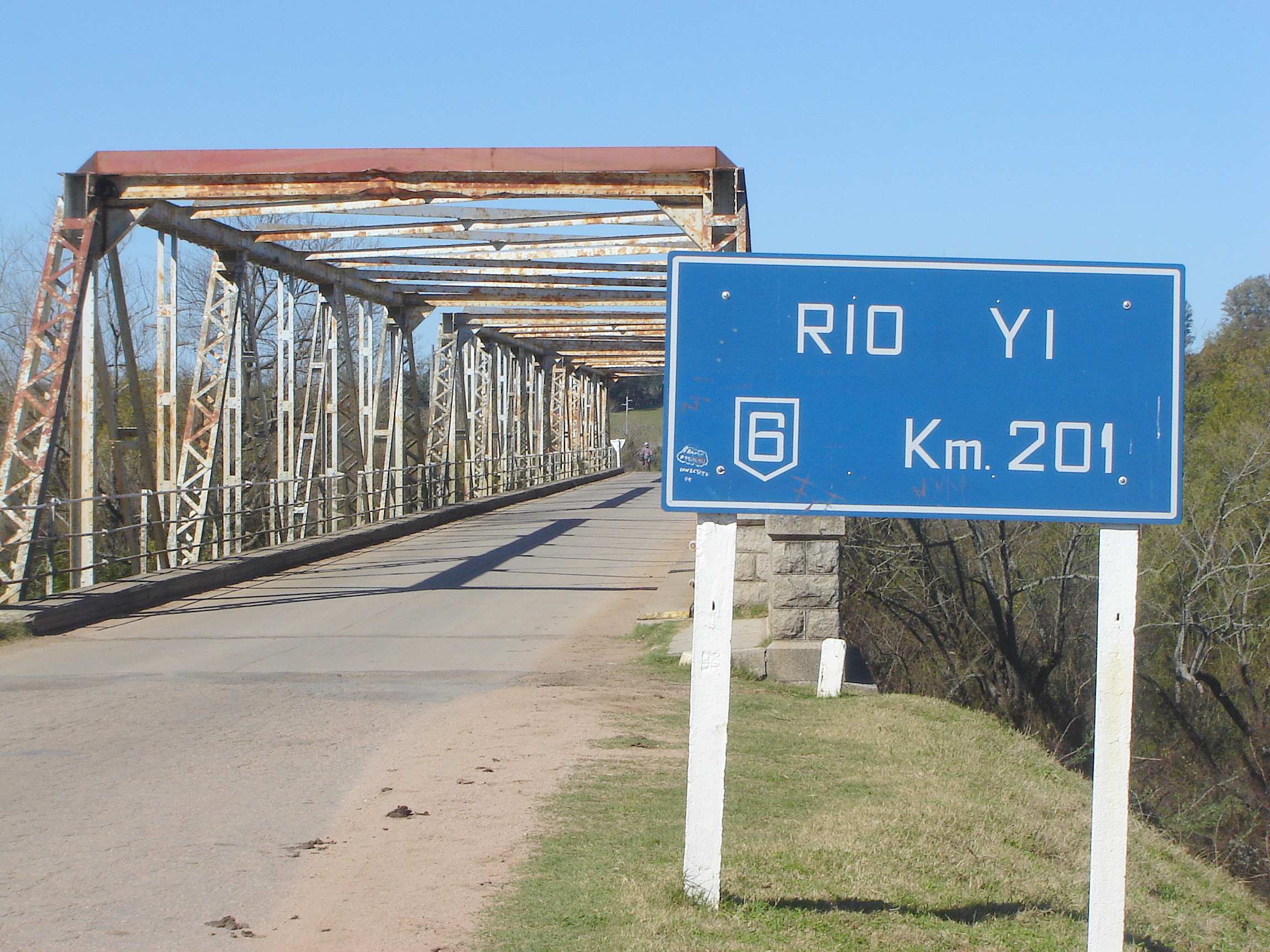
Ponte da rota 6 sobre o rio Yí, localizado nos acessos, ao sul da cidade.

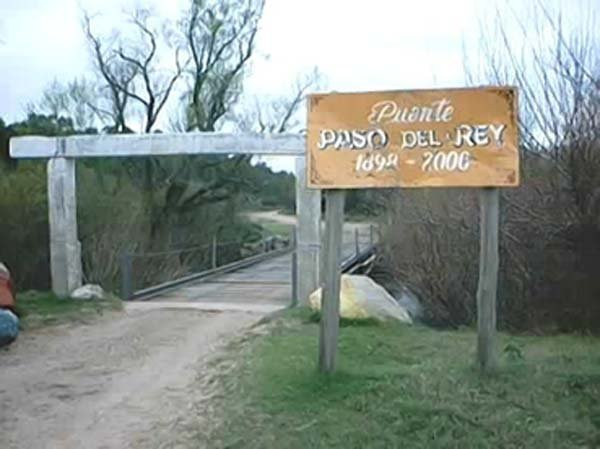
Ponte do "Passo do Rei".

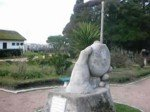
Monumento ao mate em Sarandí do Yí.

Sarandí do Yí é uma cidade uruguaia no departamento de Durazno, e é sede do município homónimo.

## Localização
A cidade encontra-se situada na zona sudeste do departamento de Durazno, entre o arroio Malbajar e o rio Yí, sendo este rio limite natural entre os departamentos de Durazno e Flórida. A cidade encontra-se ademais junto ao cruze das rotas nacionais 6 e 14. Dista 96 km da capital departamental Durazno e 200 km da cidade de Montevideo.

## História

### Origens e processo fundacional
O primeiro assentamento na zona tem que ver com a instalação de uma guarda militar no Passo do Rei sobre o rio Yí, instalada pelos espanhóis com o objectivo de controlar estas terras. A data de dita instalação não é precisa mas se presume que foi  ao redor de 1770. Posteriormente, o 5 de maio de 1784 Antonio Pereira, tenente do batalhão de passagem do Rei, adquiriu a José Ramírez os terrenos localizados entre o arroio Malbajar e o rio Yí, os que estavam ocupados por suas tropas.
O 6 de julho de 1853 o poder executivo fez uma lei que determinava a criação de um povo que denominar-se-ia Sarandí e localizar-se-ia entre a confluencia dos arroios Sarandí e las Cañas com o rio Negro. No entanto esta lei não foi posta em prática, pelo que o povo nunca surgiu. Apesar disso, em 1868 o poder legislativo aprovou uma comunicação onde recomendava ao executivo o cedo cumprimento da anterior lei. É de modo que um ano mais tarde, em 1869 uma nova lei autorizou ao executivo a expropiar as terras fiscais no departamento de Durazno, no entanto novamente esta lei não foi pusta em prática, sendo a última tentativa por parte do governo em estabelecer na zona um povo.
Em 1874 Dores Vidal de Pereira, viúva do ex-presidente Gabriel Antonio Pereira (filho de Antonio Pereira), e então dona dos campos localizados entre o rio Yí e o arroio Malbajar, apresentou ante o Ministério de Governo uma nota expressando a necessidade da instalação de um povo no lugar conhecido como Passo do Rei, o qual se localizava em seus campos. Na nota solicitava ademais a autorização e a cooperação para fundar o povo, fazendo-se cargo dos locais para a igreja, a escola e as autoridades. É então que o 1 de setembro de 1874 o Ministério de Governo lhe concedeu a autorização a Dores Vidal de Pereira para a fundação.
O agrimensor designado para a organização e planejamento do povo foi Demetrio Isola. O traçado realizado para o povo constava de um capacete urbano, um cinto de huertas e uma zona de chacras. O capacete urbano foi traçado em forma de damero com ruas de 17 metros de largo, e constava de 60 maçãs de 100 metros de lado, 3 das quais se destinaram a praças públicas. O cinto de huertas rodeava ao capacete urbano, em dupla fileira de maçãs quadradas de 217 metros de lado. Por último a zona de chacras estava constituída pelo resto do terreno, o qual se dividiu em quatro fracções. No processo de delineación elegeram-se ademais as localizações que teriam os serviços públicos, como o cemitério, a igreja, a praça (denominada Constituição), a delegacia e a escola. A inauguração dos trabalhos de mensura foi celebrada com a presenciada de muitos vizinhos da zona, numa reunião realizada à sombra de um ombú localizado na  então Praça Sarandí (hoje praça de desportos), o 29 de dezembro de 1875, data fundacional de Sarandí do Yí.

### Inícios e desenvolvimento
Durante a década de 1880 o povo viveu ao igual que outras localidades do interior um processo de contínuo crescimento, que se interrompeu com a crise de 1890. Para esse momento a localidade contava com uma população aproximada de 2000 habitantes, grande parte dos quais eram imigrantes europeus; espanhóis, italianos e franceses princioalmente. Tal é de modo que a princípios da década de 1880 fundou-se a Sociedade Francesa e mais tarde entre 1887 e 1888 as sociedades Italiana e Espanhola.
Cedo em sua história o povo foi elevado à categoria de villa, através da lei 3041 do 8 de junho de 1906. Nessa mesma época, em 1907 fundou-se na localidade a Sociedade Exposição Feira, uma cooperativa de produtores ganadeiros da zona, através da qual a localidade pôde ademais atingir vários progressos. Em 1909 foi instalada a sucursal do Banco da República, criaram-se colónias agrícolas na zona e construíram-se vias de acesso para a localidade. Todos estes lucros estavam enquadrados pela prosperidade reinante no sector agropecuário durante a segunda década do século XX.
Durante as primeiras décadas de l século XX a cidade e sua zona de influência contaram com o apoio económico de Alejo Rossell e Rius, dono de uma grande extensão de terras na zona e quem fosse esposo de Dolores Pereira, filha de Dolores Vidal de Pereira. Entre suas doações estão a maçã 14 da cidade, onde instalar-se-ia uma escola agrícola, bem como um terreno para a actual escola 3. Outra de suas doações foi um comboio Renard, trazido desde Europa em 1922, que serviria para unir a colónia agrícola localizada mais ao norte com a cidade de Sarandí do Yí.
Quanto aos serviços públicos, em 1908 foi instalado o serviço telefónico, sendo seu proprietário Félix Pavesio, contando para 1909 com mais de 100 subscritores. A energia eléctrica foi inaugurada o 25 de agosto de 1928, tendo 94 abonados. Pelas primeiras décadas do século XX, a cidade comunicava-se com Durazno e outras localidades através da diligência de Pedro Nobre, no entanto já em 1913 se tinham inaugurado as pontes carreteros sobre o rio Yí e o arroio Illescas, permitindo a comunicação com a zona sul. Posteriormente com a construção de estradas a cidade passou a ser um eixo nas relações comerciais desta zona. Quanto aos serviços de saúde, desde seus inícios a localidade contou com médicos como Héctor Petrini, Pantaleón Astiazarán, e Alberto Apaixonado, até que o 22 de maio de 1925 se colocou a pedra fundamental do hospital local, que fosse inaugurado em 1927 e que leva o nome de José María Rodríguez Sosa, quem doou o terreno e assumiu o custo da obra.
Em 1925 através de uma lei determinou-se a execução da linha de caminho-de-ferro que uniria a cidade de Flórida com a de Sarandí do Yí, médio de transporte que permitiria transladar de forma eficaz a produção da zona. A partir de maio de 1933 foram-se habilitando diferentes trechos da linha, até que o 23 de setembro de 1934 ficou inaugurada completamente a linha até a estação de Sarandí do Yí. Nesses anos criou-se a biblioteca Juana de América , e começou a funcionar o Liceo Popular. Em 1934 inaugurou-se o serviço de água potável e habilitou-se o novo edifício da escola 5, chamando-se Dr. Elías Regules. Em 1935 se remodeló a praça principal Dr. Alberto Apaixonado.

## Governo
Por meio da lei Nº 18.653 do 15 de março de 2010 criou-se o Município de Sarandí do Yí, que mais tarde substituiu à Junta Local Autónoma criada pela lei 10.016 do 21 de maio de 1941.
Dito município conta com suas autoridades, sendo estas: o Prefeito, e 4 vereadores que são distribuídos em forma proporcional entre os partidos apresentados à eleição. O 9 de maio de 2010 realizaram-se as eleições departamentais e municipais em todo o país, resultando prefeito Mario Pereyra Pérez, do (Partido Nacional) por um período de 5 anos.

## População
De acordo ao censo de 2011, a cidade de Sarandí do Yí contava com uma população de 7176 habitantes.

## Serviços
Quanto a educação pública, a cidade conta com quatro escolas primárias urbanas, as Nº 3, 5, 74 e 86, sendo uma de tempo completo e uma de educação especial (74 e 86 respectivamente); ademais conta com um jardim de infantes, o Nº 90. A nível secundário o liceo Dr Francisco Domingo Rios, tem brindado este nível educacional na cidade desde sua fundação em 1945, que ademais serve a uma extensa zona do departamento de Durazno.
Em matéria de saúde, existe na cidade o Centro Auxiliar denominado José María Rodríguez Sosa; trata-se de um hospital, que brinda o primeiro nível de assistência na órbita pública, e depende de ASSE. Ademais existe na cidade um  policlínico da cooperativa médica CAMEDUR.
A ordem pública e a segurança da cidade, está a cargo das seccionales policiais 9ª e 14ª, dependentes da  Direção-Geral da Polícia de Durazno.

## Atividades locais destacadas
Ao longo do ano realizam-se na localidade diferentes eventos relacionados com os desportos ecuestres, sobretudo os raídes federados. Destacam-se o raid Instruções do ano XIII, organizado no mês de junho pelo clube Sarandí, o qual em 2012 celebrou a edição número 50; e o raíd Éxodo do povo Oriental organizado no mês de agosto pelo Clube Nacional de Sarandí do Yí.
No mês de novembro leva-se a cabo no parque local Dr. Elías Regules a Festa do Cordeiro Pesado, uma exposição relacionada com a produção ovina e suas manifestações culturais sócias. Durante dois dias levam-se a cabo exposições, concursos de tarefas rurais, e o clássico concurso de asado do Cordeiro Pesado. A festa também  inclui espectáculos musicais.

## Lugares de interesse

### Quartel Passo do Rei
Localizado no km 210 da rota 6, e distante 5 km da cidade de Sarandí do Yí, o Quartel Passo do Rei foi declarado Monumento Histórico Nacional através do decreto do poder Executivo de data 13 de setiembre de 2001. Tem suas origens na época colonial, quando em 1770 foi criada uma guarda militar sobre o rio Yí. Em 1781 Antonio Pereyra foi nomeado Tenente do Batalhão de Milícias de Infantería da Praça de Montevideo, tendo como missão a conservação dos ganhados que povoavam os campos dos rios Yí e Negro. No entanto a construção do actual quartel produziu-se em 1908, ao transladar a essa zona o Regimiento de Caballería Nº 8, baixo as ordens do Engenheiro Geógrafo Tte. Cnel. José Chiappara, quem tinha desenvolvido um plano básico de quartel. O objectivo de sua construção era, o controle de possíveis movimentos armados que pudessem surgir no interior do país. O quartel teve trascendência na chamada Batalha do Rio da Prata, já que parte da tripulação do acorazado de bolso Graf Spee foi transladada a suas instalações em 1943 até sua repatriación a Alemanha em 1946. Depois de ser declarado Monumento Histórico Nacional em 2001, o quartel foi restaurado, e nele funciona o museu de igual nome, onde uma de suas salas está dedicada à Batalha do Rio da Prata.

## Médios de Comunicação
Rádio: a vila conta com duas emissoras de rádio, uma transmite em AM, enquanto a outra o faz em FM.
- CW-155	1550 kHz	AM	Rádio Sarandí do Yí
- CX-208A 89.5	MHz	FM	Scala FM
- Osiris FM     90.5 MHz        FM      Osiris FM
- CATV          Canal 3         TV      Televisão para abonados

## Personagens destacadas
- Natalio Botana (1888-1941), empresário dos meios estabelecido na Argentina
- Elías Regules, médico e político
- Osiris Rodríguez Castelos, músico
- Pantaleón Astiazarán, político
- Wilson Elso Goñi, político
- Juan Ramón Carrasco, exjugador de futebol